# Hypogaleus hyugaensis
Hypogaleus hyugaensis (лат.) — единственный вид хрящевых рыб рода Hypogaleus из семейства куньих акул. Обитает в Индийском океане и западной части Тихого океана. Размножается живорождением. Максимальная зафиксированная длина 130 см. Опасности для человека не представляет. Впервые научное описание этого вида было дано в 1939 году.

## Ареал
Эти акулы обитают в западной части Тихого океана у берегов Японии, Тайваня и Австралии (Западная Австралия, Южная Австралия, Виктория, Новый Южный Уэльс, юг Квинсленда). В западной части Индийского океана они встречаются у берегов Квазулу-Наталь (Южная Африка), Занзибара (Танзания) и Кении Эти акулы предпочитают держаться у дна на континентальном шельфе на глубине от 40 м до 230 м.

## Описание
У Hypogaleus hyugaensis удлинённое, стройное тело и вытянутая морда, рот имеет форму широкой арки, по углам имеются губные борозды. Крупные овальные глаза вытянуты по горизонтали. Под глазами имеется выступающий гребень. Ноздри обрамлены короткими кожными складками. Уплощённые зубы имеют выступающее центральное остриё и небольшие дистальные зубцы.
Первый спинной плавник довольно крупный, больше второго спинного плавника. Его основание расположено позади основания грудных плавников. Основание второго спинного плавника находится перед основанием анального плавника. Анальный плавник меньше обоих спинных плавников. У края верхней лопасти хвостового плавника имеется вентральная выемка.

## Биология
Эти акулы размножаются живорождением. Беременность длится около 12 месяцев. В помёте в среднем 10—11 детёнышей. У берегов Южной Африки новорожденные появляются на свет в декабре. Размер новорожденных около 30 см. Самки приносят потомство один раз в два года. Рацион состоит в основном из костистых рыб. У юго-западного побережья Африки в сети попадались экземпляры длиной 127 см, в то время как в водах Азии все пойманные акулы были длиной менее 90 см. Есть данные о зафиксированной максимальной длине 130 см. В водах Западной Австралии самцы достигают половой зрелости при длине 98 см, а самки при 102 см. Овуляция происходит в марте и апреле.

## Взаимодействие с человеком
Не представляет опасности для человека. Коммерческой ценности не имеет. Не является целевым объектом промысла. В качестве прилова попадает в донные жаберные сети, тралы и ярусы. Международный союз охраны природы присвоил этому виду статус «Близкий к уязвимому положению».